# A szökés (televíziós sorozat)
A szökés (Prison Break) amerikai televíziós sorozat, melyet 2005. augusztus 29-én sugároztak először a Fox csatornán. Magyarországon az RTL Klub kezdte sugározni 2006. augusztus 23-a óta szerdánként.
A történet egy ártatlanul halálra ítélt férfi és a kiszabadításáért mindent elkövető testvére körül forog. A sorozat alkotója és egyik vezető producere Paul Scheuring.
Az első évadot Amerikában 2006. május 15-én fejezték be, a második évad sugárzását 2007. április 2-án fejezték be az Egyesült Államokban. A sorozatot a célközönség köri népszerűsége miatt a FOX megújította egy harmadik évadra is, annak ellenére, hogy eredetileg csak két évadot terveztek.
A harmadik évadot az RTL Klub 2008. június 30-tól 2008. szeptember 22-ig sugározta, a szokásos szerda helyett hétfőnként volt látható.
A Fox megrendelte a sorozat negyedik évadját is, amit 2008. szeptember 1-jén kezdtek vetíteni az USA-ban. A negyedik évad őszi fináléja, a Piszkos módszerek 2008. december 22-én került műsorra a Foxon.
Hivatalossá vált, hogy a negyedik évad lesz az utolsó a Szökésből. A Fox ugyanis a téli sajtótájékoztatóján bejelentette, hogy nem rendeli meg az újabb évadot.
A negyedik évad további részeit április 17-től kezdve adta le a csatorna, a szokásos hétfő este helyett péntek esténként. A negyedik évad 22 része után berendeltek még egy dupla epizódot is, amellyel lezárják a sorozatot, tehát még nyolc részt láthattunk áprilistól. A másfél órás film A szabadság ára címet viseli, amit a brit Sky1 csatorna tűzött műsorra május 26-án, DVD-n pedig július 21-én jelent meg.
A negyedik évadot az RTL Klub 2009. június 8-án kezdte el vetíteni, és november 27-én ért véget a sorozat Magyarországon is A szabadság ára című lezáró filmmel.
A Fox berendelte a sorozat 5. évadát, melyet a TV2 PRIME csatornája kezdett vetíteni, nem sokkal az amerikai premier után. Az 5. évad csak 9 részből áll.

## Gyártás

### Eredet
A szökés eredeti alapötlete – hogy egy férfi szándékosan börtönbe vonul, hogy kiszökhessen onnan – Paul Scheuring egyik kolléganőjében merült fel. Bár Scheuring jó ötletnek tartotta, eleinte nem tudta elképzelni, miért tenne bárki is ilyet, vagy miképp válhatna ebből életképes tévéműsor. Később kitalálta a tévesen elítélt testvér és az összeesküvés történetét. Ezután nekiállt a történet és a szereplők kidolgozásának. 2003-ban bemutatta az ötletét a Fox Broadcasting Companynek, de elutasították, mert a Fox nem bízott egy ilyen műsor hosszú távú lehetőségeiben. Ezután több másik csatorna is elutasította. A műsort Scheuring később 10 részes minisorozat formájában kívánta megalkotni, mely állítólag felkeltette Steven Spielberg és Bruce Willis figyelmét is, a minisorozatból azonban nem lett semmi. Az olyan főműsoridős sorozatok sikerét követően, mint a Lost és a 24, a Fox meggondolta magát, és 2004-ben vállalta, hogy támogatja a sorozatot.

### A forgatás helyszíne
Az első évad nagy részét az illinois-i Joliet börtönben vették fel. 2002-es bezárása után a Joliet börtön A szökés Fox River Állami Fegyintézetének állandó díszletévé vált. Itt vették fel a Lincoln cellájában, a gyengélkedőn és a börtönudvaron játszódó jeleneteket. A rabokat elszállásoló cellákat külön építették fel úgy, hogy három szinten helyezkedjenek el egymás fölött, a Joliet börtönben található eredeti cellák ugyanis két szinten helyezkedtek el és kisebbek voltak. A külső jeleneteket az Illinois állambeli Chicago, Woodstock, és Joliet körüli területeken vették fel. A külső helyszínek közt volt még a chicagói O'Hare reptér és Toronto.
A második évad forgatása 2006. június 15-én Dallasban kezdődött meg, ahol vidéki és városi környezet is a forgatócsoport rendelkezésére állt a közelben. Olyan Dallas 30 perces körzetén belüli helyszíneket választottak, mint Little Elm, Decatur vagy Mineral Wells, ezek a helyszínek különböző amerikai városokat helyettesítettek.

## Szereplők
- John Abruzzi: maffiavezér, többszöri gyilkosságért ítélték el (1., 2. évad)
- David Apolskis: fiatal rab, lopás miatt került börtönbe (1., 2. évad)
- Theodore Bagwell: ferde hajlamú rab, többszörös nemi erőszakért és gyilkosságért kapott (életfogytig tartó) büntetést (1-5. évad)
- Brad Bellick: a Fox River börtönőreinek parancsnoka (1-4. évad)
- Aldo Burrows: Lincoln apja (1., 2. évad)
- Lincoln Burrows: Terrence Steadman állítólagos gyilkosa, Michael bátyja (1-5. évad)
- L. J. Burrows: Lincoln fia (1-4. évad)
- Maricruz Delgado: Sucre barátnője (1-3. évad)
- Veronica Donovan: Lincoln és Michael ügyvédje, gyermekkori barátjuk (1., 2. évad)
- Benjamin Miles Franklin: volt iraki katona, csempészésért ül a Fox Riverben (1., 2., 4., 5. évad)
- Luis McGrady Gallego: a Sona egyik fiatal rabja (3. évad)
- Roy Geary: a Fox River egyik legkorruptabb őre (1., 2. évad)
- Roland Glenn: számítógépes hacker (4. évad)
- Daniel Hale: titkosügynök, Paul Kellerman társa (1. évad)
- Norman St. John/Lechero: a rabok főnöke a Sonában (3. évad)
- Paul Kellerman: titkosügynök, Daniel Hale munkatársa (1., 2., 4., 5. évad)
- Bill Kim: a CÉG egyik vezetője (2. évad)
- Jonathan Krantz tábornok: a CÉG 'tábornoka', a hatodik Scylla kártya tulajdonosa (2-4. évad)
- Sofia Lugo: James Whistler barátnője (3., 4. évad)
- Alexander Mahone: Szövetségi Nyomozóiroda ügynök, titokban a CÉG embere (2-4. évad)
- Wyatt Mathewson: a CÉG egyik bérgyilkosa (4. évad)
- Gretchen Morgan: a CÉG egyik embere, fedőneve: "Susan B. Anthony" (3., 4. évad)
- Charles Patoshik: elmebeteg rab, egy ideig Michael cellatársa. 60 évet kapott kettős gyilkosságért (1., 2. évad)
- Henry Pope: a Fox River Állami Fegyintézet igazgatója (1., 2. évad)
- Caroline Reynolds: az USA alelnöke, majd később a 46. elnöke (1., 2. évad)
- Manche Sanchez: Sucre unokatestvére (1., 2. évad)
- Nick Savrinn: Veronica segítője a Lincoln elleni nyomozásban (1. évad)
- Christina Rose Scofield: Michael édesanyja, Lincoln nevelőanyja, a Scylla új birtokosa (4. évad)
- Michael Scofield: Lincoln Burrows öccse, a Fox Riveri nyolcak vezetője. (1-5. évad)
- Donald Self: Kormányügynökként veri át Scofieldékat miután megkapja tőlük a scyllát (4. évad)
- Terrence Steadman: Caroline öccse, állítólag őt ölte meg Lincoln Burrows (1., 2. évad)
- Fernando Sucre: Michael Puerto Ricó-i cellatársa, rablásért került börtönbe (1-5. évad)
- Frank Tancredi: Sara apja, amerikai szenátor (1., 2. évad)
- Dr. Sara Tancredi: a Fox River börtönorvosa (1-5. évad)
- Nika Volek: Michael Prágából származó felesége (1., 2. évad)
- Charles Westmoreland: a legendás D. B. Cooper, aki 5 milliót rejtett el Utah államban egy siló alatt (1., 4. évad)
- James Whistler: a CÉG egyik rabja a Sonában (3., 4. évad)

A második évadtól Jeff Perry váltotta John Billingsleyt Terrence Steadman szerepében, mert Billingsley szerepet kapott az ABC The Nine című sorozatában. Camille Guaty, aki Sucre barátnőjét játszotta, szintén szerepet kapott ebben a műsorban, de még nincs tisztázva, hogyan reagálnak erre az írók.
Patricia Wettig szintén szerepet kapott egy ABC drámasorozatban, a Brothers and Sistersben, és A szökés második évadjának első pár részében nem szerepel, de ahogy az alkotó, Paul Scheuring utalt rá, a későbbi részekben újra láthattuk.

## Történet

### Első évad
|  | Alább a cselekmény részletei következnek! |

Az évad 22 epizódból áll. Lincoln Burrowst egy el nem követett gyilkossággal vádolják és a Fox River nevű fegyintézetbe küldik, hogy ott várja meg villamosszék általi halálbüntetését. Lincoln testvére, Michael Scofield meg van róla győződve, hogy bátyja ártatlan, így mérnöki képességeit kihasználva egy lehetetlennek tűnő tervet eszel ki: bekerül a Fox Riverbe és megszökteti Lincolnt a kivégzése előtt. Ám míg a két testvér odabenn ügyködik, a börtön falain kívül egy ország elleni összeesküvés veszi kezdetét.

### Második évad
A második évad is 22 epizódból áll és ott folytatódik, ahol az első befejeződött. 8 órával a szökés után vagyunk. Több új szereplőt is megismerhetünk, köztük Alexander Mahone-t, a Szövetségi Nyomozóiroda különleges ügynökét, akinek az a feladata, hogy elkapja a szökött fegyenceket. A "Fox River-i Nyolcak" útjai különválnak, egyesek a legendás D.B. Cooper pénze után indulnak, néhányan a családjukkal próbálják felvenni a kapcsolatot, de van, akit a bosszú hajt. Mikor a két fivér megtudja, hogy van egy hangszalag, ami felmenthetné Lincolnt, megpróbálják megszerezni, ám ezt a kormány és az FBI emberei nehezítik. Az évad során sok ember meghal, van, akit felmentenek és vannak, akiknek útjai egy távoli ország, Panama vidékeire vezetnek.

### Harmadik évad
A harmadik évad csak 13 epizódból áll, és szintén az előző évad fináléjától folytatódik, ahol szinte mindegyik főszereplő Panamában kötött ki, köztük jó néhányan börtönben. Michael ezúttal a Cégtől kap egy megbízatást, miszerint meg kell szöktetnie egy James Whistler nevű rabot a Sonából, egy panamai börtönből, vagy megölik Sarah-t és LJ-t. Linc pedig kívülről segíti Michaelt. Az évad során több új főszereplőt is megismerhetünk, akik egykor jó, máskor viszont rossz oldalra állnak.
Az évad eredetileg ugyancsak 22 epizódból állt volna, de az Amerikai Írók Céhe (WGA) sztrájkja miatt rövidítették le 13-ra.

### Negyedik évad
A FOX hivatalosan is megrendelte A szökés negyedik évadját, ezt Nick Santora, majd Matt Olmstead is megerősítette. Valamint egy Matt Olmsteaddel készített másik interjú arról számol be, hogy a 4. évadban szintén főszereplőként láthatjuk majd Dr. Sara Tancredit, akiről eddig azt hittük, hogy lefejezték. Egyébként ezt maga a színésznő, Sarah Wayne Callies szintén megerősítette egy interjúban.
Az évad 2008. szeptember 1-jén kezdődött, amikor egymás után láthatták a nézők az évad első és második epizódját, a Scyllát valamint a Breaking and Enteringet. Ezután hetente hétfőnként sugározták este 8 órától. A stáb kiegészült Michael Rapaporttal, aki a kormány egyik ügynökét alakítja és a Cég ellenében segít a testvéreknek, valamint egy új bérgyilkos is feltűnt a Cég oldalán, akit Pad Man fogadott fel, hogy megölje a testvéreket. A Wyatt nevű karaktert Cress Williams alakítja, akit már A Grace klinika című sorozatból ismerhetünk. A harmadik fontos személy, aki csatlakozott a stábhoz, az a Roland Glenn nevű hacker, akit James Hiroyuki Liao alakít, és a Cég ellen segédkezik a testvéreknek.
Paul Kellerman is újra látható a negyedik évadban, mivel a másik sorozat, amiben a színész szerepelt (a Doktor Addison) nem folytatódott.

### Ötödik évad
Hosszú kihagyás után folytatódott a sorozat. A premier 2017. április 4-én volt.  Több régi szereplő is visszatért, de újak is megjelentek. 2015 augusztusában kezdték meg a tárgyalásokat a folytatásról, majd ezeket 2016 januárjában jóváhagyták és a 2016 áprilisában el is kezdődött a forgatás amerikai és afrikai helyszíneken.
A sorozat 5. évada mindössze 9 részes volt.

## A menekülési terv, a tetoválás
Michael a szökéshez szükséges lépéseket a bőrére tetováltatta egy gótikus rajz formájában. Ezen látja, hogy merre futnak a csövek, amelyeken menekülnek, de sok más fontos információ is megtalálható rajta, amely a második évadban a menekülés alatt is segítséget nyújt. A tetoválásra azért volt szükség, mert a rajz bonyolult, Michael nem tudta volna fejben megjegyezni a csövek helyzetét, az épületek elrendezését, és az összes egyéb információt (számokat, neveket stb.). Egy pizzafutár lányon látott hasonló tetoválást, és ekkor gondolta el, hogy ilyen formában lenne célszerű a tervet rögzíteni.
A 4. évadban a tetoválást rendkívül fájdalmas úton eltávolították Michael testéről.

## Díjak, jelölések
| Év   | Díj                                | Kategória                                                       | Eredmény | Díjazottak, jelöltek |
| ---- | ---------------------------------- | --------------------------------------------------------------- | -------- | -------------------- |
| 2006 | People's Choice Award              | Kedvenc új tévédráma                                            | elnyert  |                      |
| 2006 | Golden Globe                       | Legjobb drámai tévésorozat                                      | jelölés  |                      |
| 2006 | Golden Globe                       | Legjobb színészi teljesítmény egy drámasorozatban               | elnyert  | Wentworth Miller     |
| 2006 | Eddie-díj                          | Legjobb szerkesztett egyórás, kereskedelmi tévére szánt sorozat | jelölés  | Mark Helfrich        |
| 2006 | Szaturnusz-díj                     | Legjobb tévészínész                                             | elnyert  | Wentworth Miller     |
| 2006 | Szaturnusz-díj                     | Legjobb hálózati televíziós sorozat                             | jelölés  |                      |
| 2006 | Television Critics Association-díj | Legjobb új drámasorozat                                         | jelölés  |                      |
| 2006 | Főműsoridős Emmy-díj               | Kiváló főcímzene                                                | jelölés  | Ramin Djawadi        |

## DVD és egyéb megjelenések

### DVD
| | 1 | 22 | 6 | US/CAN: 2006. augusztus 8. | UK: 2006. szeptember 18. | AUS: 2006. szeptember 13. |
| Az első évad DVD-je 966 perces, tartalmaz 10 audiokommentárt a szereplőktől és a stábtagoktól, 5 kimaradt jelenetet, 6 tévéreklámot és 2 promóciós előzetest. Az első évad DVD-jéhez különböző bónusz DVD-k jártak. A DVD boxhoz járt egy DVD a „Behind The Walls” (A kulisszák mögött) speciális epizóddal, míg a bónusz DVD tartalmazta a 26 Prison Break: Proof of Innocence, mobilra átalakított verziót. |   |    |   |                            |                          |                           |
| | 2 | 22 | 6 | US: 2006. szeptember 4.    |                          |                           |
| A második évad DVD-kiadásának első része már 2007. május 21-én megjelent, ami az első 12 epizódot tartalmazza. |   |    |   |                            |                          |                           |

A 20th Century Fox azt ígérte, hogy 2007 elején Blu-ray lemezen adja ki az első évadot.
Az első évad magyar DVD-je 2008. augusztus 27-én jelent meg.

### Online
- 2006. május 9. óta az A szökés epizódjai megvásárolhatók az iTunes Music Store-ban.
- 2006. szeptember 7. óta A szökés epizódjai megvásárolhatóak az Amazon.com Unbox szolgáltatásán.
- A Prison Break második évadának premierje után a Fox engedélyezte az aktuális epizód ingyenes online közvetítését több mint 50 weboldalnak, köztük az AOL-nek, a Google-nek és a Yahoo!-nak, úgy mint a saját kiterjedt hálózatának. Ez az USA-ra volt korlátozva. A második évad első három epizódja reklámmentes lesz, és 1 héttel a televíziós közvetítés után lesz elérhető.[16]

### Mobil epizódok
A szökésnek készült egy spinoff sorozata is kizárólag mobil telefonokra. Az első mobil epizód („mobizód”) a Proof of Innocence (Az ártatlanság bizonyítéka) 2006. május 8-án vált elérhetővé az interneten. Ezek a verziók egy a Toyota Motor és a FOX közti exkluzív szerződés eredményeképp jöttek létre, amiben a Toyota exkluzív reklámjogokért cserébe a sorozat exkluzív tartalmát szponzorálta.

## Érdekességek
- A börtönigazgatót játszó Stacy Keach több hónapot töltött az angliai Reading Börtönben kokaincsempészésért az 1980-as években. Annak a börtönnek az igazgatója szolgált mintául a szerephez.[17]
- Sarah Wayne Callies volt az első, akit a producerek meghallgattak Sara Tancredi szerepére,[18] és egyben ő lett az első fontos szereplő.[19] Vele ellentétben Wentworth Miller (Michael Scofield) és Dominic Purcell (Lincoln Burrows) az utolsók közt csatlakoztak a főszereplőkhöz. Millert a forgatás megkezdése előtt hat nappal választották ki, Purcellt pedig csak három nappal előtte.[18]
- Sok jelenetet John Wayne Gacy sorozatgyilkos volt cellájában vettek fel.[4]
- A villamosszéket nem használják kivégzések elsődleges módjaként Illinois államban, ahol a sorozat játszódik. Eredetileg Lincoln számára méreginjekció szerepelt a forgatókönyvben, a nagyobb sokkhatás kedvéért azonban a villamosszék mellett döntöttek.
- A sorozatban bemutatott villamosszék eredetileg kivégzésekhez készült, de már nem használják.
- A sorozat sikere arra késztette a producereket, hogy újraértékeljék a későbbi évadok cselekményét. Paul T. Scheuring, a sorozat írója és vezető producere úgy nyilatkozott, hogy „a sikerrel jönnek a kérdések a harmadik évadról, így most úgy állítjuk be az első két évadot, mint a »trilógia« első fejezetét”.[20]
- A szökevények által használt menekülési útvonal valóban létezik a filmezésre használt börtönben.
- Néhány rabot játszó statiszta valóban raboskodott a Joliet börtönben.
- Franciaországban más a sorozat főcímdala, ott egy francia rapszám megy az eredeti hangszeres zene helyett. Ez a FOX és a francia M6 csatorna megállapodásának köszönhető, amivel a művész és a sorozat népszerűsítését akarták elérni.
- A második évad Subdivison című részében Michael Scofield megemlít egy weboldalt, a EuropeanGoldFinch.net-et, ami létező weboldal, és a FOX tulajdonában van.
- Ezen a weboldalon az utolsó hozzászólás: „The bag still have the bag”. Ez az az üzenet, amit Mahone írt Sucre nevében a 2. évad 19. részében. A mondat magyarul ennyit tesz: "A Zsebes mindent bezsebelt”. Ez a szójáték onnan ered, hogy angolul Zsebest T-Bagnek szólítják (mivel a neve Theodore Bagwell), és ő lopja el a utahi pénzt.